# Rumboci
Rumboci är en ort i Bosnien och Hercegovina.   Den ligger i entiteten Federationen Bosnien och Hercegovina, i den centrala delen av landet, 70 km väster om huvudstaden Sarajevo. Rumboci ligger 712 meter över havet och antalet invånare är 3 854. Den ligger vid sjön Ramsko Jezero.
Terrängen runt Rumboci är kuperad åt nordväst, men åt sydost är den bergig. Rumboci ligger nere i en dal. Närmaste större samhälle är Prozor, 8,6 km öster om Rumboci. 
Omgivningarna runt Rumboci är en mosaik av jordbruksmark och naturlig växtlighet. Runt Rumboci är det ganska tätbefolkat, med 93 invånare per kvadratkilometer.